# Grootadmiraal
Grootadmiraal is de hoogste admiraalsrang, vergelijkbaar met de veldmaarschalk in het leger. Deze rang bestaat echter niet in Nederland. Wel komt deze rang voor in het buitenland.

## Duitsland

### Geschiedenis
De rang ontstond op verzoek van de keizerlijke marine, die een rang wilde hebben die gelijk was aan de veldmaarschalk. Wilhelm II, de keizer van Duitsland, willigde dit verzoek in, en daarmee werd de rang ingevoerd.

#### Tijdens het Duitse Keizerrijk (1871-1914)
De eerste admiraal die tot grootadmiraal benoemd werd, heette Hans von Koester. Hij werd benoemd op 28 juni 1905. 
Tot aan het einde van het keizerrijk werden er in totaal 5 grootadmiraals benoemd.

#### Marine van de Weimarrepubliek
Tijdens de periode van de Weimarrepubliek werden er geen grootadmiraals benoemd.

#### Kriegsmarine

Großadmiral

Tijdens de tijd van de Kriegsmarine was de rang de hoogste die mogelijk was binnen de zeestrijdkrachten. De rang werd door Raeder weer opnieuw ingevoerd. Op 31 januari 1943 werd Dönitz tot grootadmiraal benoemd. Daarbij sloeg hij de rang Generaladmiral over.

## Oostenrijk-Hongarije

Großadmiral

Ook Oostenrijk-Hongarije benoemde grootadmiraals. De eerste Oostenrijker die tot grootadmiraal werd benoemd, was Anton Haus, en wel op 12 mei 1916.
De volgende personen werden ook net als Haus bevorderd tot grootadmiraal:
- Aartshertog Karel Stefan van Oostenrijk in 1911
- Prins Hendrik van Pruisen op 9 oktober 1916
- Keizer Karel I van Oostenrijk op 1 november 1916
- Keizer Wilhelm II van Duitsland op 22 februari 1917

## Zweden
Zweden kende geen grootadmiraals, de benoeming van kroonprins Oscar was een uitzondering.

## Italië

Grande ammiraglio

In Italië werd de rang in 1924 door Mussolini ingevoerd. De rang werd alleen aan de marinechef uit de Eerste Wereldoorlog gegeven, te weten Paolo Thaon di Revel. De rang was vergelijkbaar met de Italiaanse maarschalks- en luchtmaarschalksrang.